# Hydrostachys triaxialis
Hydrostachys triaxialis är en tvåhjärtbladig växtart som beskrevs av Adolf Engler och Gilg. Hydrostachys triaxialis ingår i släktet Hydrostachys och familjen Hydrostachyaceae. Inga underarter finns listade i Catalogue of Life.